# خیلی زیاد (ترانه د کید لروی، جونگ‌کوک و سنترال سی)
«خیلی زیاد» (انگلیسی: Too Much) ترانه‌ای از رپر و خواننده استرالیایی د کید لروی، خواننده اهل کره جنوبی، جونگ‌کوک از بی‌تی‌اس و رپر بریتانیایی سنترال سی است. این ترانه در ۲۰ اکتبر ۲۰۲۳ توسط کلمبیا رکوردز به عنوان چهارمین تک‌آهنگ از نخستین آلبوم لروی منتشر شد. این ترانه در تاب ۱۰ جدول‌های موسیقی در استرالیا، هند، سنگاپور و بریتانیا قرار گرفت.